# Esgrima nos Jogos Pan-Americanos de 2019 - Espada por equipes feminino
A competição da espada por equipes feminino foi um dos eventos da esgrima nos Jogos Pan-Americanos de 2019, em Lima. Foi disputada no Centro de Convenções de Lima no dia 10 de agosto.

## Calendário
Horário local (UTC-5).
| Data         | Horário | Fase                |
| ------------ | ------- | ------------------- |
| 10 de agosto | 9:00    | Quartas de final    |
| 10 de agosto | 11:00   | Semifinal           |
| 10 de agosto | 12:00   | 5º ao 8º lugar      |
| 10 de agosto | 15:00   | Disputa pelo bronze |
| 10 de agosto | 16:30   | Final               |

## Medalhistas
| Ouro   | USA Catherine Nixon Katharine Holmes Isis Washington       |
| Prata  | CUB Yamirka Quesada Seily Venzant Diamelys Sandoval        |
| Bronze | VEN Patrizia Piovesan Lizze Escalona María Gabriela Gascón |

## Resultados
|  | Quartas de final | Quartas de final   | Quartas de final |          |               | Semifinal          | Semifinal           | Semifinal           |                     |  | Final | Final              | Final |
|  |                  |                    |                  |          |               |                    |                     |                     |                     |  |       |                    |       |
|  | 1                | USA Estados Unidos | 45               |          |               |                    |                     |                     |                     |  |       |                    |       |
|  | 8                | PER Peru           | 30               |          |               |                    |                     |                     |                     |  |       |                    |       |
|  | 8                | PER Peru           | 30               |          | 1             | USA Estados Unidos | 45                  |                     |                     |  |       |                    |       |
|  |                  |                    |                  |          | 1             | USA Estados Unidos | 45                  |                     |                     |  |       |                    |       |
|  |                  | 4                  | VEN Venezuela    | 26       |               |                    |                     |                     |                     |  |       |                    |       |
|  | 5                | 4                  | VEN Venezuela    | 26       | ARG Argentina | 37                 |                     |                     |                     |  |       |                    |       |
|  | 5                |                    |                  |          | ARG Argentina | 37                 |                     |                     |                     |  |       |                    |       |
|  | 4                | VEN Venezuela      | 41               |          |               |                    |                     |                     |                     |  |       |                    |       |
|  |                  |                    |                  |          |               |                    |                     |                     |                     |  | 1     | USA Estados Unidos | 45    |
|  |                  |                    | 2                | CUB Cuba | 29            |                    |                     |                     |                     |  |       |                    |       |
|  | 3                | BRA Brasil         | 45               |          |               |                    |                     |                     |                     |  |       |                    |       |
|  | 6                | MEX México         | 31               |          |               |                    |                     |                     |                     |  |       |                    |       |
|  | 6                | MEX México         | 31               |          | 3             | BRA Brasil         | 37                  |                     |                     |  |       |                    |       |
|  |                  |                    |                  |          | 3             | BRA Brasil         | 37                  |                     |                     |  |       |                    |       |
|  |                  | 7                  | CUB Cuba         | 45       |               |                    | Disputa pelo bronze | Disputa pelo bronze | Disputa pelo bronze |  |       |                    |       |
|  | 7                | CUB Cuba           | 45               |          |               |                    | 4                   | VEN Venezuela       | 45                  |  |       |                    |       |
|  | 2                | CAN Canadá         | 40               |          |               |                    |                     |                     |                     |  | 3     | BRA Brasil         | 37    |

### Disputa do 5º   ao 8º lugar
|  | Classificação | Classificação | Classificação |  |  | Diputa pelo 5º lugar  | Diputa pelo 5º lugar  | Diputa pelo 5º lugar  |
|  |               |               |               |  |  |                       |                       |                       |
|  | 8             | PER Peru      | 36            |  |  |                       |                       |                       |
|  | 5             | ARG Argentina | 45            |  |  |                       |                       |                       |
|  |               |               |               |  |  | 5                     | ARG Argentina         | 45                    |
|  |               |               |               |  |  | 6                     | MEX México            | 36                    |
|  | 6             | MEX México    | 43            |  |  |                       |                       |                       |
|  | 2             | CAN Canadá    | 42            |  |  | disputa pelo 7º lugar | disputa pelo 7º lugar | disputa pelo 7º lugar |
|  |               |               |               |  |  | 8                     | PER Peru              | 28                    |
|  |               |               |               |  |  | 2                     | CAN Canadá            | 45                    |

## Classificação final
| Colocação         | Nacionalidade      | Atleta                                                 |
| ----------------- | ------------------ | ------------------------------------------------------ |
| Medalha de ouro   | USA Estados Unidos | Catherine Nixon Katharine Holmes Isis Washington       |
| Medalha de prata  | CUB Cuba           | Yamirka Quesada Seily Venzant Diamelys Sandoval        |
| Medalha de bronze | VEN Venezuela      | Patrizia Piovesan Lizze Escalona María Gabriela Gascón |
| 4                 | BRA Brasil         | Amanda Simeão Nathalie Moellhausen Victória Vizeu      |
| 5                 | ARG Argentina      | Josefina Bello Clara Di Tella Tamara Chwojnik          |
| 6                 | MEX México         | Sheila Riveron Frania Riveron Elizabeth Medina         |
| 7                 | CAN Canadá         | Alexanne Verret Leonora Mackinnon Malinka Montanaro    |
| 8                 | PER Peru           | María Luisa Calderón Karol Montes Cynthia Bocangel     |